# Grønland (Oslo)
 For alternative betydninger, se Grønland (flertydig). (Se også artikler, som begynder med Grønland)
Grønland er en gade og et kvarter øst for Oslo centrum, mellem Vaterland og Akerselva, Tøyen, Enerhaugen og Gamlebyen, i bydelen Gamle Oslo. Grønland er også hovedgaden i området.
Området var oprindelig strandzonen øst for Akerselvas udløb, og navnet kan henvise til græssletterne ved vandet. De nuværende gader Grønland og Grønlandsleiret (tidligere Leiret) var vejen mellem forstaden Oslo og Christiania, via Vaterlands bru (første bro bygget 1654). Forstaden Grønland blev indlemmet i Christiania i 1859. Kirke, skole og brandstation blev bygget i nærheden af Bodsfengslet I 1860erne.
Grønlands torv blev anlagt som kvægtorv i 1860. Fra 1911 til 1974 lå Gartnerhallen, Kødhallen og Slagtehuset her. I 1970erne og 80erne var torvet busterminal. En ny busterminal blev åbnet 1989. Torvkomplekset med Smalgangen blev udbygget med boliger og butikscenter fra samme år af arkitekterne Anker & Hølaas AS.
I dag er Grønland kendt for sin store andel af indvandrerbefolkning fra lande som Indien, Pakistan og Somalia. Der er også flere moskéer, etniske restauranter og barer.

## Kendte bygninger

### Langs gaden
- Stepla-gården (nr 4)
- Apoteket Hjorten (nr 10)
- Goetheinstituttet (nr 16)
- Asylet (nr 28)

### I området
- Olympen restaurant i Grønlandsleiret
- Grønland kirke, skole og brannstasjon
- Botsfengselet på Åkerbergveien
- Politihuset i Grønlandsleiret
- Grønlands park i Grønlandsleiret.

59°54′45″N 10°45′43″Ø / 59.91250°N 10.76194°Ø